# Светско првенство у рукомету за жене 1978.
7. Светско првенство у рукомету за жене 1978. одржано је у Чехословачкој од 30. новембра до 10. децембра 1978. године. Такмичиле су се укупно 12 репрезентација, које су биле распоређене у три групе по четири екипе. Прве две репрезентације из сваке групе су оформиле прву групу следеће фазе која се борила за позиције од првог до шестог места. Репрезентације које су освојиле трећа места у групи су се бориле за позиције од седмог до деветог места, а репрезентације које су биле четврте у групи овај пут нису међусобно се разигравале за позиције већ су делили позиције од десетог до дванаестог места у зависности од резултата по групама. 
Подела медаља је на овом светском првенству остала иста као и на претходном, одржаном 1975. године.
Источне немице су постале по други пут узастопно светске првакиње, док су рускиње биле друге а мађарске рукометашице су заузеле треће место. 

## Прва фаза

### Група А
| Поз. | Држава          | Голови | Бодови |
| ---- | --------------- | ------ | ------ |
| 1    | Источна Немачка | 57:35  | 6      |
| 2    | Југославија     | 58:50  | 4      |
| 3    | Румунија        | 43:41  | 2      |
| 4    | Јужна Кореја    | 45:77  | 0      |

### Група Б
| Поз. | Држава          | Голови | Бодови |
| ---- | --------------- | ------ | ------ |
| 1    | Чехословачка    | 62:28  | 6      |
| 2    | Совјетски Савез | 61:37  | 4      |
| 3    | Холандија       | 60:52  | 2      |
| 4    | Алжир           | 14:80  | 0      |

### Група Ц
| Поз. | Држава   | Голови | Бодови |
| ---- | -------- | ------ | ------ |
| 1    | Мађарска | 75:40  | 6      |
| 2    | Пољска   | 58:52  | 4      |
| 3    | Немачка  | 51:50  | 2      |
| 4    | Канада   | 32:74  | 0      |

## Друга фаза

### Група 1
| Поз. | Држава          | Голови | Бодови |
| ---- | --------------- | ------ | ------ |
| 1    | Источна Немачка | 82:55  | 8      |
| 2    | Совјетски Савез | 75:52  | 8      |
| 3    | Мађарска        | 67:73  | 6      |
| 4    | Чехословачка    | 72:60  | 5      |
| 5    | Југославија     | 68:71  | 3      |
| 6    | Пољска          | 50:103 | 0      |

### Група 2
| Поз. | Држава    | Голови | Бодови |
| ---- | --------- | ------ | ------ |
| 7    | Румунија  | 35:26  | 4      |
| 8    | Немачка   | 27:27  | 2      |
| 9    | Холандија | 36:45  | 0      |

### Група 3
| Поз. | Држава       | Голови | Бодови |
| ---- | ------------ | ------ | ------ |
| 10   | Јужна Кореја | -22    | 0      |
| 11   | Канада       | -42    | 0      |
| 12   | Алжир        | -66    | 0      |

## Поредак
| Позиција | Држава          |
| -------- | --------------- |
| 1        | Источна Немачка |
| 2        | Совјетски Савез |
| 3        | Мађарска        |
| 4        | Чехословачка    |
| 5        | Југославија     |
| 6        | Пољска          |
| 7        | Румунија        |
| 8        | Немачка         |
| 9        | Холандија       |
| 10       | Јужна Кореја    |
| 11       | Канада          |
| 12       | Алжир           |